# Stanford Encyclopedia of Philosophy
A Enciclopédia de Filosofia de Stanford (em inglês:  The Stanford Encyclopedia of Philosophy - SEP) é uma enciclopédia online, colaborativa e de livre acesso, projetada em 1995 por John Perry (ex-diretor do centro CSLI), e retomado por Edward Zalta, o editor principal do projeto.
Com o objetivo de ser fonte confiável nos principais meios acadêmicos, inicialmente o projeto foi mantido pelo "Centro de Estudo da Linguagem e da Informação" da Universidade de Stanford (do inglês Center for the Study of Language and Information). Posteriormente, devido às colaborações de outras instituições e profissionais acadêmicos, subsídios complementaram o orçamento para fins específicos de pesquisas no desenvolvimento do mesmo. A S.E.P. é mantida por uma sociedade de amigos.

## Conceito
Cada artigo é mantido e atualizado regularmente por um ou vários especialistas da área em questão, sendo os verbetes submetidos a revisão por pares. Um comitê de especialistas compõe o corpo editorial que avalia os artigos antes da publicação. Isso, aliado ao desenvolvimento dos motores de busca, permite aos leitores um acesso a fontes dinâmicas e confiáveis de referências bibliográficas acadêmicas. Os autores da enciclopédia autorizam a Universidade de Stanford a publicar os artigos, mas continuam detendo o direito de autor sobre suas obras.
A enciclopédia contempla diversas epistemologias da filosofia, como a bayesiana, a evolutiva, a feminista, a da moral, a do naturalismo, entre outras.
Também são criadas referências cruzadas, a partir de softwares específicos ou mesmo por editores que monitoram os artigos. Isso permite a comparação de diferentes abordagens sobre um mesmo tema.